# Črnuški most
Črnuški most premošča reko Savo v Črnučah v Ljubljani. Cestni most je bil zgrajen leta 1906 in je dolg 143 m. Čezenj poteka Dunajska cesta, ena izmed glavnih ljubljanskih vpadnic, preko mostu pa potekajo tudi linije ljubljanskega potniškega prometa 6, 8 in 21. Most je bil nazadnje obnovljen leta 2014.
Dolvodno od cestnega mostu leži tudi železen Črnuški železniški most, ki je bil dograjen leta 1891 v sklopu projekta izgradnje železnice med Ljubljano in Kamnikom. Med drugo svetovno vojno je bil leta 1945 porušen, a je bil kasneje obnovljen.

## Zgodovina
Prvi most na tej lokaciji se je nahajal že v rimski dobi približno 50–80 m gorvodno od današnjega cestnega mostu na trasi ceste, ki je povezovala Emono (današnjo Ljubljano) in Celejo (današnje Celje). Most je bil širok 8 m, 300 m dolg, cestišče pa je ležalo na 26 podpornih stebrih. Po padcu rimskega cesarstva most ni bil več vzdrževan in je propadel, njegove ostanke pa je leta 1901 odkril Stanko Bloudek.
Leta 1724 so na tem mestu po skokovitem porastu prometa med Dunajem in Trstom zgradili nov lesen most. Uporabljali so ga predvsem furmani, ki so prevažali moko, pesek in mulj, hkrati pa so bili ključnega pomena za prehrambeno preskrbo Ljubljane.
Med drugo svetovno vojno je Sava predstavljala mejo med nemško okupacijsko cono in italijansko Ljubljansko pokrajino, na mostu pa je stala obmejna stražarnica. Iz tega obdobja so se na obeh straneh tedanje meje ohranili tako nemški kot italijanski bunkerji.